# Simon Caby
Pour les articles homonymes, voir Caby.
 (septembre 2022).
Simon Caby, né le 8 août 1974 à Paris, est un musicien multi-instrumentiste, compositeur et producteur français.

## Biographie
Il a grandi à Paris dans le XIVeme arrondissement et a étudié à l'école Alsacienne (promotion 92 – BAC C)
Il a étudié le piano et la musique classique au conservatoire de Paris XIV et à la Schola Cantorum.
Passionné d'informatique, dès 19 ans, en 1993 il est recruté par Cryo Interactive par Rémi Herbulot et devient successivement programmeur puis chef de projet sur de nombreux jeux vidéo dans les années 1990 (Cryo Interactive, Comptoir des Planetes, Visiware) 
Il co-fonde en 1998 la société de développement de jeux vidéo Polygon Studio avec Olivier Van Temsche.
En 2004, il décide de se consacrer uniquement et entièrement à la musique et à la composition de chansons.
En 2005 il compose le single "Petite Sœur" de la chanteuse Lââm (Heben Music). La chanson est double disque d'or avec 250 000 exemplaires vendus et replace la chanteuse sur le devant de la scène,.
Depuis il  a signé de nombreuses chansons en tant que compositeur et réalisateur, avec notamment plusieurs chansons composées pour l'album "le droit de rêver" de la chanteuse Tal en 2012 (dont le single  "Le sens de la vie") – (album X4 platine – 400 000 exemplaires vendus)
,
Il travaille aussi pour le cinéma et a notamment signé en 2010 la bande originale du film Arrietty, le petit monde des chapardeurs du Studio Ghibli (réalisateur Hiromasa Yonebayashi - scénario Hayao Miyazaki)  avec la musicienne Cécile Corbel. Le film sort en France le 11 janvier 2011 et aux États-Unis le 17 février 2012 dans 1500 salles et génère plus de 145M$ d'entrées en salles.
La bande originale reçoit le prix de la meilleure bande originale de l'année 2010 et un disque d'or lors des Golden Disc Awards 2010.

## Vie privée
Il est l'époux de Cécile Corbel.

## Discographie

### Albums (réalisateur compositeur)
- 2000 : "Hutchinson" Instrumental Groove Section – musicien
- 2002 : Troisième Œil (Columbia) – musicien
- 2004 : IMO "submission to the game" – composition et réalisation
- 2005 : "Boognool Konexion" – composition, réalisation et arrangements
- 2005 : "Harpe celtique & chants du monde" Cécile Corbel (keltia musique)
- 2005 : "SongBook1", Cécile Corbel (keltia musique) – production, composition, réalisation
- 2005 : "Viens" Eve Angeli – composition
- 2006 : "Le Sang Chaud" Lââm (sony bmg) – compositeur
- 2007 : "Gullia le cœur voyageur" (Sony BMG) – composition et réalisation
- 2007 : "Indra" Indra (Warner) – composition et réalisation
- 2008 : "SongBook vol2", Cécile Corbel (keltia musique) – production, composition, réalisation
- 2008 : "Le Sang Chaud" Lââm (sony BMG) – réalisation, composition
- 2010 : "Karigurashi" – image album BOF "Karigurashi no Arrietty" (Yamaha Music Communications)
- 2010 : "Karigurashi no Arrietty soundtrack" (Tokuma Music)
- 2011 : "SongBook vol3- Renaissance", Cécile Corbel (keltia musique) – production, composition, réalisation
- 2012 : "Le Droit de Rêver", Tal (Warner) – composition et réalisation
- 2013 : "SongBook vol4- Roses", Cécile Corbel (keltia musique) – production, composition, réalisation
- 2014 : "Terre des Ours" BOF (Polydor Universal) – production, composition, réalisation
- 2014 : "La Fiancée", Cécile Corbel  (Polydor Universal) – composition et réalisation
- 2016 : "Vagabonde", Cécile Corbel  (Polydor Universal) – composition et réalisation
- 2019 : "Enfant du Vent", Cécile Corbel  (Polydor Universal) – composition et réalisation
- 2021 : "Notes", Cécile Corbel  (Bran Music) – composition et réalisation
- 2024 : "Graal", Cécile Corbel  (Bran Music) – composition et réalisation

### Singles
- 2005 : Lorie "Rester la même" (Sony BMG) réalisation
- 2005 : Lââm "Petite Sœur" (Sony BMG) composition et réalisation
- 2005 : Eve Angeli "Viens" (Sony BMG) composition
- 2005 : Lorie "Toi et Moi" (Sony BMG) composition-réalisation
- 2006 : "J'irai chanter" générique de l'émission Nouvelle Star M6 4e saison
- 2007 : Pop System (en) "Laissez nous dire" (Vogue)
- 2007 : Indra "Sois beau et tais toi" (Warner) composition
- 2007 : Gullia "Oups J'aime pas l'anglais " (Sony BMG)
- 2008 : Lââm "le sang chaud" (Sony BMG) composition, réalisation
- 2010 : Cécile Corbel "Arrietty's song" (Tokuma Shoten)
- 2011 : Tal "On avance" (Warner) composition réalisation
- 2011 : Tal "Le sens de la vie" (Warner) composition réalisation
- 2015 : Sarah Bialy "Ma Route" (Polydor) réalisation
- 2024 : Agustin Galiana "Soledad" (Polydor) composition réalisation
- 2024 : Agustin Galiana "Vivir Mi Vida" (Polydor) réalisation
- 2024 : Joyce Jonathan "Aux Champs Elysées" (Cheng Feng TV Show China) réalisation

### Bandes originales de films (compositeur)
- 2008 : habillage et chansons de la série TV "Chante" France 2  -  saisons 2,3 et 4 composition et réalisation [10]
- 2010 : "Arrietty le petit monde des chapardeurs" ("Karigurashi no Arrietty" composition et réalisation
- 2014 : "Terre des Ours" (Paramount) composition et réalisation [11]
- 2024 : Moonlit Bamboo Forest (Paris Passion Pictures / Mihoyo) composition et réalisation

## Récompenses
- 2005 : disque d'or pour le single Petite Sœur Lââm  250 000 exemplaires vendus
- 2011 : disque d'or pour la bande originale du film Karigurashi no Arrietty au Japon (Golden Disc awards 2011)
- 2011 : Prix de la meilleure musique de film à la Tokyo Anime Fair – Tokyo
- 2011 : Prix de la meilleure vente de musique de film au Japon pour Karigurashi no Arrietty
- 2012 : L'album le droit de rêver est certifié 4X Platinum – le Single Le sens de la vie est certifié  double disque d'or pour 118000 exemplaires vendus [12]